# بطولة أوروبا لكرة الطائرة للسيدات 1985
بطولة أوروبا لكرة الطائرة للسيدات 1985 هو الموسم 14 من بطولة أمم أوروبا للكرة الطائرة للسيدات. أقيم خلال الفترة 29 سبتمبر 1985 وحتى 6 أكتوبر 1985، وأشرف على تنظيمه الاتحاد الأوروبي للكرة الطائرة، وكان عدد الأندية المشاركة فيه 12، وفاز فيه Soviet Union women's national volleyball team ‏.